# Provincia de Tierra del Fuego
Provincia de Tierra del Fuego är en provins i Chile.   Den ligger i regionen Región de Magallanes y de la Antártica Chilena, i den södra delen av landet, 2 300 km söder om huvudstaden Santiago de Chile. Antalet invånare är 6 656. Arean är 22 593 kvadratkilometer.
Terrängen i Provincia de Tierra del Fuego är bergig åt sydväst, men åt nordost är den kuperad.
Provincia de Tierra del Fuego delas in i:
- Porvenir
- Primavera
- Timaukel